# Чигілі
Чигі́лі (рос. Чигили) — присілок у складі Орічівського району Кіровської області, Росія. Входить до складу Мирнинського міського поселення.
Населення становить 1 особа (2010, 1 у 2002).
Національний склад станом на 2002 рік — росіяни 100 %.